# Phronima stebbingii
Phronima stebbingii är en kräftdjursart som beskrevs av J. Vosseler 1901. Phronima stebbingii ingår i släktet Phronima och familjen Phronimidae. Inga underarter finns listade i Catalogue of Life.